# (457) Alleghenia
(457) Alleghenia est un astéroïde de la ceinture principale découvert par Max Wolf et Friedrich Schwassmann le 15 septembre 1900.
L’astéroïde est nommé d’après l’observatoire Allegheny aux États-Unis.